# 염기서열

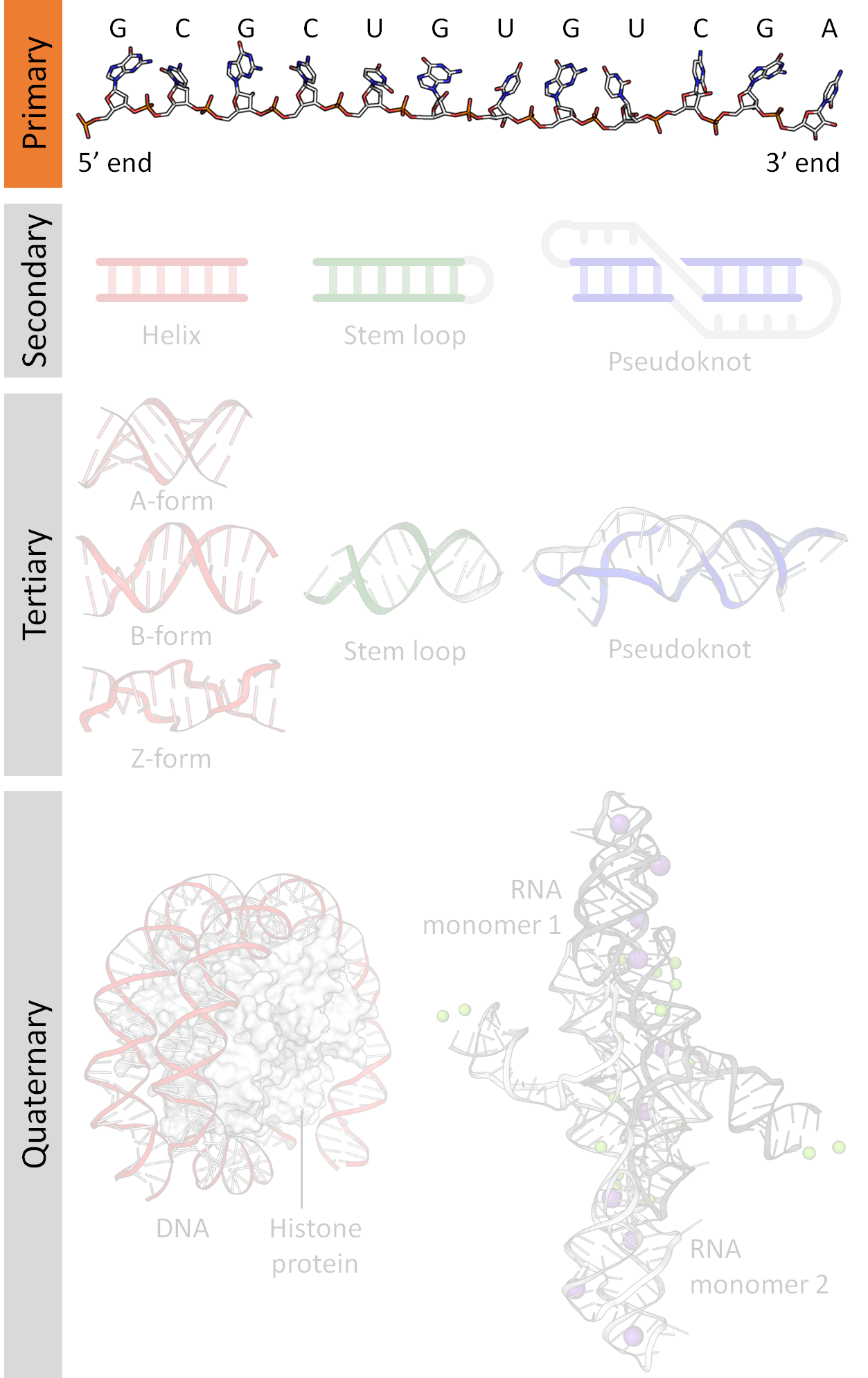

염기서열(Nucleic Sequence, 鹽基序列) 또는 핵산의 1차 구조(Nucleic Acid Primary Structure)는 DNA의 기본단위 뉴클레오타이드의 구성성분 중 하나인 핵염기들을 순서대로 나열해 놓은 것을 말한다.
유전자는 생물의 유전형질을 결정하는 단백질을 지정하는 기본적인 단위로, 지구상의 모든 생명체들은 염기서열을 통해 단백질을 지정하는 원리를 따른다.
DNA상에서 염기가 일렬로 3개씩 모이면 하나의 트리플렛 코드를 형성하여 하나의 아미노산을 지정하게 되는데, 이 트리플렛 코드들이 여러 개 모이면 궁극적으로 하나의 단백질을 지정하게 된다. 즉, 염기가 3개씩 모이면 트리플렛 코드를 형성하여, 단백질 서열로 변환되는 것이다.
인간의 단백질들은 20여 가지의 아미노산을 이용하여 적절하게 펩타이드 결합을 하여 생성되는데, 4종류의 염기로 20여 가지의 아미노산을 모두 지정하기 위해서는 염기가 세 개씩 짝(4x4x4=64 ≥20) 을 이루어야 한다. 이러한 3개의 서열 묶음을 코돈 또는 유전부호라고 하며, 64개 전부 다른 코돈을 이루는 것이 아닌 몇 가지 중복으로 이루어진다.
염기서열은 총 4종류의 염기 A(아데닌), T(티민), G(구아닌), C(사이토신)이 배열되어 이루어져 있다. 이들은 각각 A-T, G-C끼리 상보적인 결합을 이룬다.

## 같이 보기
- 유전체
- 유전체학
- 유전부호